# بنر الک (کارولینای شمالی)
بنر الک (به انگلیسی: Banner Elk) شهری در ایالت کارولینای شمالی کشور ایالات متحده آمریکا است که جمعیت آن در سرشماری سال ۲۰۱۰ میلادی، ۱٬۰۲۸ نفر بوده‌است.

## نگارخانه

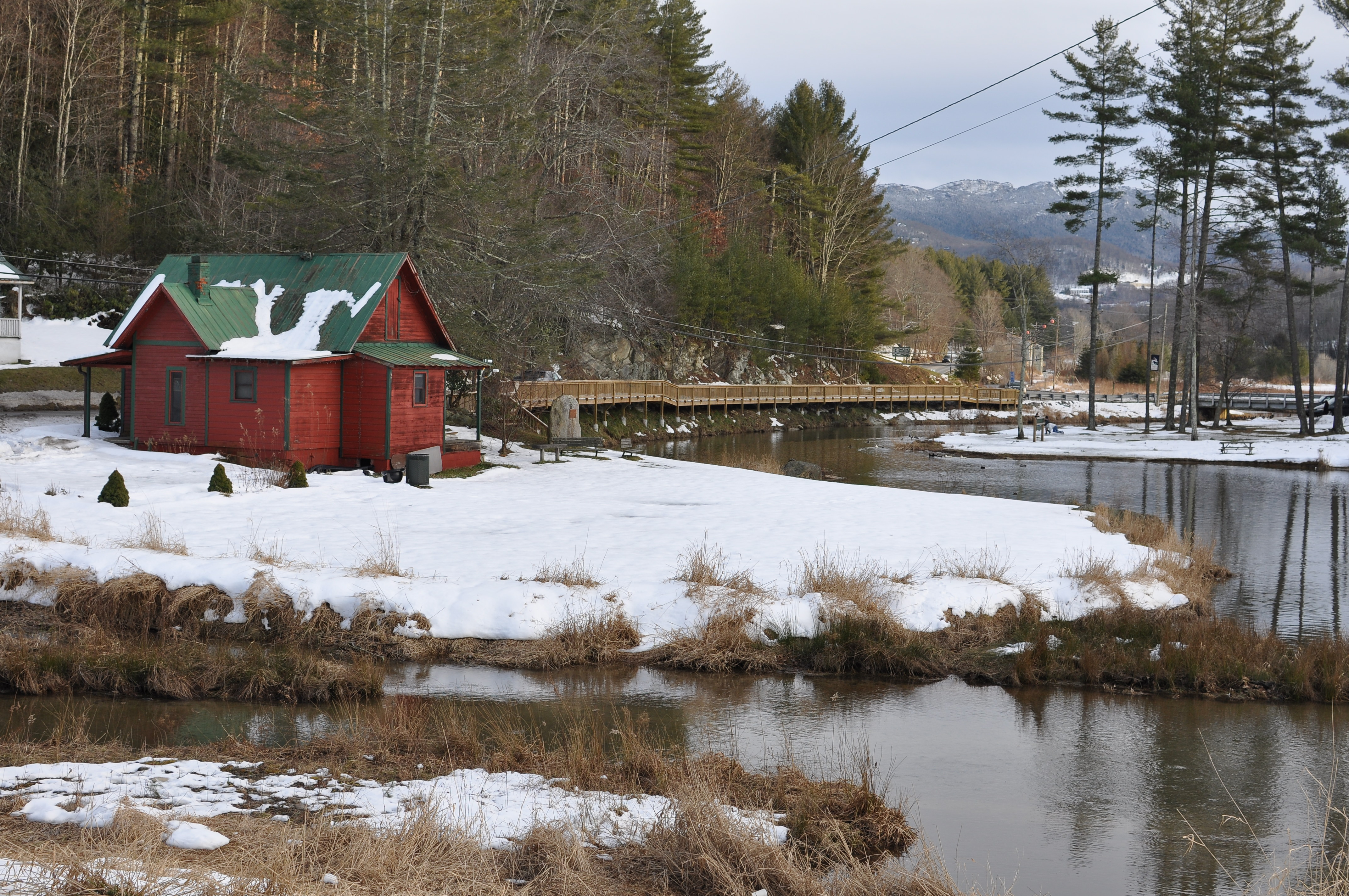
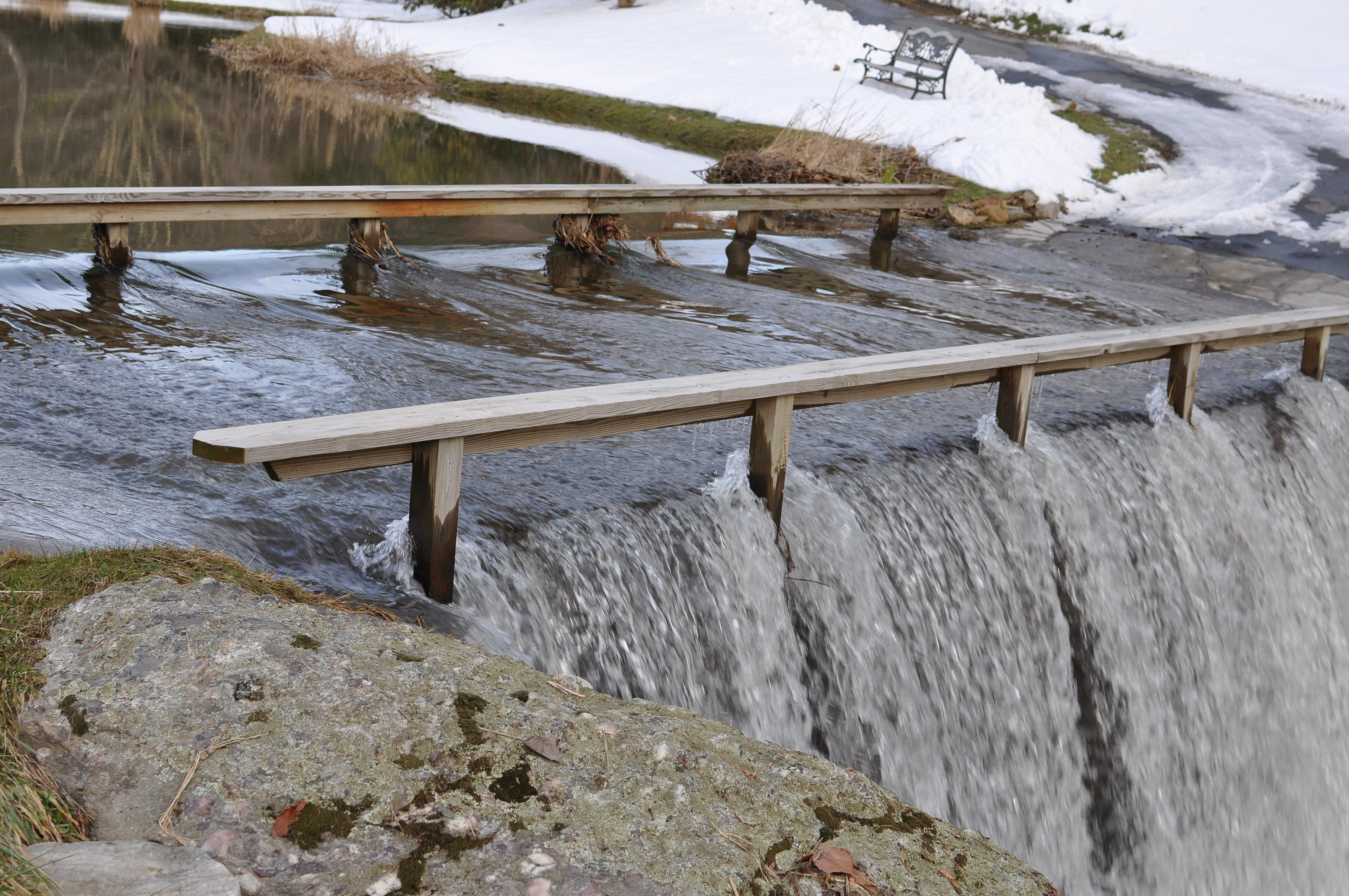
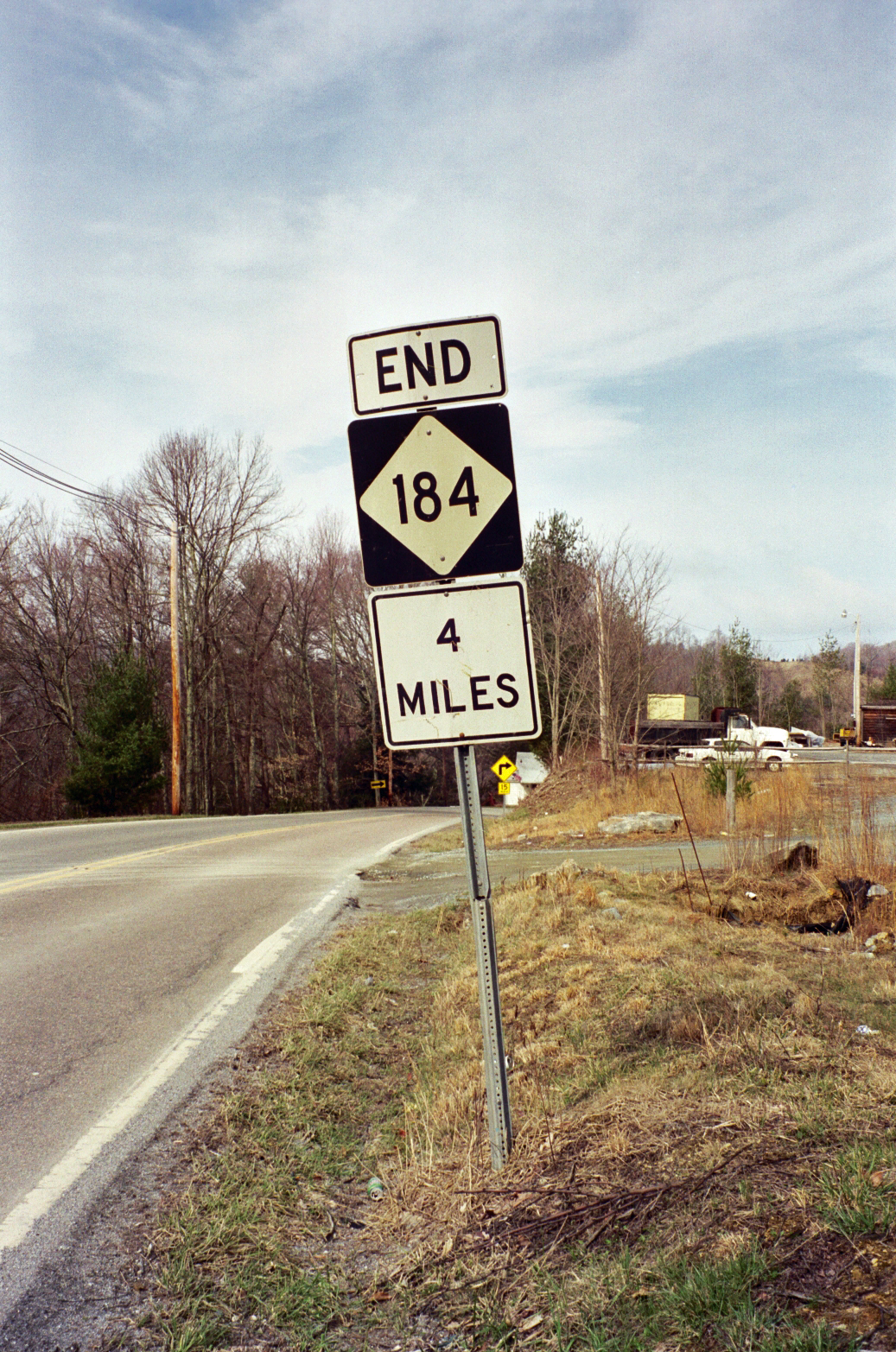